# Actinoconchus
Actinoconchus is een geslacht van uitgestorven brachiopoden, dat leefde tijdens het Vroeg-Carboon.

## Beschrijving
Deze 4,5 centimeter lange brachiopode kenmerkt zich door de beide, bijna gelijke, bolle kleppen en een bijna ronde omtrek. Gemist wordt een duidelijk ontwikkelde sulcus (verdiept gedeelte van het buitenoppervlak) en plooi bij sommige exemplaren. De groeilijnen vertonen brede, dunne bladachtige uitgroeisels, die dienden om de schelp te behoeden tegen het wegzinken in het weke sediment, maar ook als camouflage. Deze groeilijnen worden doorsneden door straalsgewijs uitlopende, smalle costae. Het geslacht hechtte zich met de pedunculus vast op harde substraten.